# Cao Jie
Cao Jie (曹節)(197 – 2 juillet 260), ou Impératrice Xianmu, nom posthume : Duchesse de Shanyang (山陽公夫人), est la dernière impératrice de la dynastie chinoise des Han Orientaux.
Elle est la seconde femme de Han Xiandi, le dernier empereur de ladite dynastie, et reçoit le titre de duchesse de Shanyang après l'abdication de son mari.
Elle est la fille de Cao Cao et la (demi) sœur de Cao Pi, qui met fin à la dynastie Han en forçant l'Empereur Xiandi à abdiquer en sa faveur et fonde le Royaume de Wei.

## Contexte familial et mariage avec l'empereur Xiandi
Cao Jie est une des filles du seigneur de guerre Cao Cao, qui prend sous son contrôle l'empereur Xiandi et la Cour Impériale en 196. À partir de cette date, Cao publie régulièrement des édits au nom de l'empereur Xiandi, qu'il utilise à son profit dans sa campagne de réunification de l'empire, qui est alors divisé entre plusieurs seigneurs de guerre régionaux. En 213, Cao, qui porte alors le titre de duc de Wei, offre à l'empereur Xiandi trois de ses filles, afin qu'elles deviennent ses consorts de l'empereur Xian. Il s'agit de Cao Jie, sa sœur aînée, Cao Xian (chinois traditionnel : 曹憲), et sa sœur cadette, Cao Hua (chinois traditionnel : 曹華). Lorsqu'elles intègrent le harem impérial, elles portent toutes les trois le titre de Furen (夫人), et reçoivent en 214 celui, plus élevé, de Guiren (貴人).
La même année, l'impératrice Fu Shou, la première épouse de l'empereur Xiandi, est accusée d'avoir voulu organiser une conspiration contre Cao Cao, à la suite de la découverte d'une lettre qu'elle a envoyée à son père en 200. Bien que 14 ans se soient écoulés depuis, et qu'aucun complot n'ait été organisé, Cao Cao est tellement furieux contre elle qu'il la destitue de force, contre l'avis de l'empereur, et l'exécute. En 215, Cao Jie est nommée impératrice pour la remplacer.

## En tant qu'impératrice et duchesse
Nous ne connaissons pas grand-chose sur la vie de Cao Jie en tant qu'impératrice, mais il est clair qu'à ce moment-là, son mari est totalement impuissant et c'est son père qui détient en réalité le pouvoir.
En mars 216, son père reçoit le titre de roi de Wei, reflet de sa puissance de plus en plus importante, et meurt le 15 mars 220. Son frère, Cao Pi, lui succède en tant que roi de Wei. Le 11 décembre de la même année, Pi force l'empereur Xiandi à abdiquer en sa faveur, mettant ainsi fin à la dynastie Han. Cet acte marque la fondation du royaume de Wei.
Selon les chroniques historiques chinoises, lorsque Cao Pi envoie des messagers à Cao Jie pour exiger qu'elle rende son sceau d'impératrice, elle refuse plusieurs fois avant de finir par céder.
Son mari reçut le titre de duc de Shanyang après avoir été détrôné, de ce fait, elle reçut celui de duchesse de Shanyang.
Son mari meurt en 234, et elle lui survit 26 ans. Lorsqu'elle meurt à son tour le 2 juillet 260, elle est enterrée avec lui et avec les honneurs dus à une impératrice et suivant le cérémonial des Han.